# Љубав и понека псовка
„Љубав и понека псовка” је југословенски филм из 1969. године. Режирао га је Антун Врдољак који је написао и сценарио.

## Радња
Тридесетих година у Имотској крајини, општински полицајац Мате Пивац има осмеро деце, и када сазна да краљ кумује сваком деветом детету договори се са женом за још једну принову у породици, у нади да ће сви од тога имати финансијске користи. У место стиже циркуска трупа чија главна звезда фрапантно сличи Госпи од анђела. Како је темпераментна дама узнемирила све мушкарце, мештанке траже њен прогон и који треба спровести у дело Мате, упркос томе што ни он није имун на чари циркуске звезде…

## Улоге
| Глумац           | Улога                                 |
| ---------------- | ------------------------------------- |
| Борис Дворник    | Мате Пивац                            |
| Ружица Сокић     | Елма                                  |
| Борис Бузанчић   | Гиле                                  |
| Татјана Бељакова | Грација (као Татјана Бељаков-Салај)   |
| Карло Булић      | Ренски                                |
| Мато Ерговић     | Лукин (као Мато Ерговић)              |
| Звонко Лепетић   | Икан                                  |
| Владимир Медар   | Лео Карпати                           |
| Круно Валентић   | Јозо                                  |
| Инге Апелт       | Ане, Матина жена (као Ингеборг Апелт) |
| Едо Перочевић    | Лука, краљевски официр                |
| Анте Вицан       | Начелник опћине                       |
| Фахро Коњхоџић   | Јоко, мјесна луда                     |
| Свен Ласта       | Фра Паве                              |
| Тихомир Поланец  | Глумац у путујећем циркусу            |

Остале улоге  ▼
| Глумац              | Улога                                       |
| ------------------- | ------------------------------------------- |
| Свето Дунда         |                                             |
| Миле Виленица       |                                             |
| Љубо Капор          | Изаслаников шофер                           |
| Младен Бранђолица   |                                             |
| Божена Краљева      |                                             |
| Лена Политео        | Марија, начелникова жена (као Лина Политео) |
| Петар Краљ          | Судија приправник                           |
| Лина Симиниати      |                                             |
| Вања Тадић Марковић | (као Вања Тадић )                           |
| Берислав Муднић     | Туженик Пјеро Мршић                         |
| Јозо Лепетић        | Опћински вијећник                           |
| Дана Вицан          |                                             |

## Награде
Ниш 70' - Бронзани екран приказивача и дистрибутера